# Instant-Ylide
Unter einem Instant-Ylid versteht man eine fertige Mischung eines Phosphoniumsalzes mit Natriumamid oder Kaliumhydrid. Solche Mischungen wurden zunächst von Manfred Schlosser vorgestellt. Es handelt sich hierbei um eine verbesserte Variante der Wittig-Reaktion. Die fertigen Mischungen sind kommerziell erhältlich.
Durch die Zugabe von Lösungsmitteln zu den Instant-Yliden bildet sich das aktive Wittig-Reagenz. Wittig-Reaktionen mit diesen Reagenzien zeichnen sich bei der Reaktion mit Aldehyden durch eine hohe (Z)-Selektivität aus.